# Веремієнко Олег Костянтинович
Оле́г Костянти́нович Веремієнко (нар. 13 лютого 1999, Новоукраїнка, Кіровоградська область) — український футболіст, центральний захисник клубу «Полтава». Чемпіон світу молодіжного чемпіонату світу 2019 у складі  збірної України U-20.

## Клубна кар'єра
Футболом розпочав займатися в Новоукраїнці в місцевій ДЮСШ. Потім грав в юнацькому чемпіонаті Кіровоградської області за команду «Зірка-Спартак» Кропивницький (тоді Кіровоград). В ДЮФЛ розпочав виступи у складі УФК (Львів), після завершення якого потрапив у юнацьку команду «Карпат». 12 лютого 2019 року був відданий в оренду в клуб Другої ліги «Калуш».
Повернувшись до «Карпат», Веремієнко дебютував за команду у Прем'єр-лізі, зігравши у сезоні 2019/20 6 ігор чемпіонату, а команда через фінансові проблеми була відправлена до Другої ліги. Там Веремієнко зіграв за «левів» ше один матч на початку наступного сезону і у жовтні 2020 року повернувся до елітного дивізіону, підписавши угоду з іншим львівським клубом «Рух» (Львів).
У першому сезоні в «Русі» Олег грав лише за молодіжну команду U-21 та жодного разу не вийшов на поле за основний склад. На сезон 2021/22 «Рух» віддав Веремієнка в оренду до першолігового хмельницького «Поділля» з правам відкликання в зимову перерву. У першому колі за хмельницьку команду провів 12 матчів у всіх турнірах та забив 1 гол.  Під час зимової перерви «Рух» спочатку відкликав з оренди молодого футболіста, але потім усе ж відправив на збори з «Поділлям»; зрештою, через повномасштабне російське вторгнення друге коло чемпіонату України 2021—22 так і не відбулося. Протягом вимушеної перерви Веремієнко двічі виставляв на аукціон свою медаль чемпіона світу задля підтримки благодійного фонду ФК «Рух»: спочатку в травні за 1000 доларів США, а потім у липні — за 3000 доларів.
Влітку 2022 повернувся з оренди до «Руху», але отримав травму на літньому тренувальному зборі та відновлювався до жовтня. Потім відновлював форму, зігравши в останньому турі чемпіонату області-2022 за «Рух-2» та в чемпіонаті Кіровоградської області з футзалу за команду з рідного міста ФК «Новоукраїнка». Зрештою на зимових зборах на початку 2023 Веремієнко почав виходити в стартовому складі «Руху», і 5 березня 2023 дебютував у Прем'єр-лізі, вийшовши в стартовому складі проти харківського «Металіста» (виїзна перемога 1:2). Щоправда, дебют Олега виявився не дуже вдалим: його помилка призвела до пропущеного м'яча, і він був замінений на 51-й хвилині. Цей матч так і залишився єдиним для Веремієнка у другій половині сезону, і 1 липня 2023 він повернувся на правах оренди до хмельницького «Поділля».
Влітку 2024 залишив «Рух» та підписав однорічний контракт з «Поділлям».

## Збірна
Влітку 2018 року разом з юнацькою збірною України вирушив на чемпіонат Європи серед 19-річних до Фінляндії, де дійшов до півфіналу.
2019 року з командою до 20 років поїхав на молодіжний чемпіонат світу у Польщі, замінивши в останній момент травмованого Віталія Миколенка. У складі збірної став чемпіоном світу.

## Нагороди
- Орден «За заслуги» III ст. (2019)[16]